# Lena Brasch
Lena Brasch (geboren 6. Januar 1993 in Berlin) ist eine deutsche Autorin, Theater- und Hörspielregisseurin.

## Leben und Wirken
Lena Brasch wuchs in Berlin als Tochter der Rundfunkjournalistin und Schriftstellerin Marion Brasch auf. Sie schloss ihre schulische Ausbildung an der Felix-Mendelssohn-Bartholdy-Schule in Berlin 2011 mit dem Abitur ab. Sie war von 2009 bis 2019 als Regie- und Dramaturgieassistentin an diversen Berliner Bühnen tätig, unter anderem an der Volksbühne, am Deutschen Theater und am Berliner Ensemble und arbeitete anschließend als Literaturagentin.
Brasch ist Teil des 2018 erschienenen Dokumentarfilms Familie Brasch. 2019 wurde sie von der ZEIT als eine der „100 wichtigsten jungen Ostdeutschen“ gewählt und wurde in einem Artikel über ostdeutsche Künstler unter 40 Jahren, „die die Republik verändern könnten“ porträtiert.
Lena Braschs Debütinszenierung It’s Britney, Bitch! wurde im Januar 2022 im Berliner Ensemble uraufgeführt. Die Texte, die aus Monologen bestehen, schrieb sie zusammen mit drei weitere Autorinnen, sie behandeln hauptsächlich die Emanzipation im Theater- und Showbusiness in Deutschland und den USA. Einige Monologe stammen aus Britney Spears Aussagen vor Gericht. Im Mittelpunkt steht die alleinige Hauptfigur Britney Spears, verkörpert durch die Schauspielerin Sina Martens. Spears Biografie dient als Vorlage, um toxische Männlichkeit und die Ungleichbehandlung von Frauen durch patriarchale Strukturen in der Gesellschaft aufzuzeigen und kritisch zu hinterfragen. Das Magazin Musikexpress bezeichnete It’s Britney, Bitch! als „ein Manifest der (fehlenden) weiblichen Selbstbestimmung und ein Kommentar zum Patriarchat.“ Die Inszenierung wurde außerdem in der Taz, der Zeit und The New York Times besprochen und wurde zum Radikal jung Festival eingeladen.
2024 inszenierte Lena Brasch erstmalig am Maxim Gorki Theater, wo sie sich mit jüdischer Identität und deutscher Nachkriegsgeschichte auseinandersetzte und die lyrische Autobiografie „Fremd“ von Michel Friedman auf die Bühne brachte.
Lena Brasch lebt und arbeitet in Berlin.

## Familie
Lena Brasch entstammt der jüdischen und künstlerisch-kulturell aktiven Familie Brasch, die Ost-Berlin vor und nach der Wiedervereinigung sehr prägte. Ihr Großvater Horst Brasch (1922–1989) bekleidete nach seiner Rückkehr aus dem Exil in Großbritannien 1946 hohe Ämter in der Kulturpolitik der DDR, ihre Großmutter Gerda Brasch (1921–1975) war Journalistin. Lena Brasch ist die Nichte der Schriftsteller Thomas Brasch (1945–2001) und Peter Brasch (1955–2001) sowie des Schauspielers Klaus Brasch (1950–1980).
Lena Braschs Vater ist Jürgen Kuttner, der als Radiomoderator, Kulturwissenschaftler und Theaterregisseur Bekanntheit erlangte. Die Autorin und Fernsehmoderatorin Sarah Kuttner ist ihre Halbschwester.

## Werke
Theaterregie
- Arthur Hackbarth feiert Weihnachten. Deutsches Theater Berlin, 2015 (Einrichtung).[17]
- Mother, Deutsches Theater Berlin, 2015 (künstlerische Mitarbeit)
- Bleiben will ich, wo ich nie gewesen bin. Ein Abend für Thomas Brasch, mit Louis Hofmann, Jasna Fritzi Bauer, Adina Vetter und Daniel Sträßer. Deutsches Theater Berlin, 2016 (Konzept und Regie)
- Die Brüder Brasch. Deutsches Theater Berlin, 2016 (Einrichtung).[18]
- Nadryw (Text), gelesen von Jasna Fritzi Bauer bei: Lesen: Das Wetter – Magazin für Text und Musik: „Über Vergänglichkeit“, Volksbühne Berlin, 2016[19]
- It’s Britney, Bitch! Berliner Ensemble, 2022 (Regie und Texte).[20]
- Fremd von Michel Friedman, Maxim Gorki Theater, 2024 (Regie)[21]
- Spielerfrauen von Lena Brasch und Sina Martens, Berliner Ensemble, 2024 (Regie)[22]
- Brasch – Das Alte geht nicht und das Neue auch nicht mit Texten von Thomas Brasch, Maxim Gorki Theater, 2025 (Regie)[23]

Fernsehregie
- Studio Orange mit Sophie Passmann, Rbb Fernsehen 2023 (Regie)
- LONGREADS mit Helene Hegemann, Rbb Fernsehen, SWR Fernsehen, ARD 2024 (Konzept und Regie)

Podcast
- Jüdisch in der DDR – Ein Roadtrip mit Marion und Lena Brasch, Deutschlandfunk Kultur 2023[24]

Hörspiele
- 2018: Juri Sternburg: Das Nirvana Baby – Regie: Lena Brasch, MooEntertainment

- 2021: Paulina Czienskowski: Aber sie dachten nichts zu Ende. Hörspiel über Familienkonflikte – Regie: Lena Brasch (Original-Hörspiel – Deutschlandradio, erstgesendet beim Deutschlandfunk Kultur)[25]

Texte
- 2016: Ohne Titel (Kurzgeschichte), in: Das Wetter – Magazin für Text und Musik, Ausgabe #9
- 2017: Nadryw (Kommentar), in: Das Wetter – Magazin für Text und Musik, Ausgabe #11
- 2018: Li En (Reportage), in: Das Wetter – Magazin für Text und Musik, Ausgabe #13
- 2018: Alles für die Gang, alles für die Boys, Kurzgeschichte in: Book of Bott, herausgegeben von Elias Hermann und Karl Dietrich, Korbinian Verlag, ISBN 978-3-9817583-4-4
- 2022: Weil Falten vom Denken kommen (Theatermonolog in It´s Britney, Bitch!), Berliner Ensemble

## Dokumentarfilm
- KOOPERATIVE BERLIN: Die Revolution und ihre Kinder, Dokumentarfilm, 2015
- Annekatrin Hendel: Familie Brasch, Dokumentarfilm, 2018.[26]